# Ellen Wille
Ellen Wille (* 12. Juli 1954) ist eine norwegische Professorin und Sportdirektorin. Sie gilt als Mutter des Frauenfußballs in Norwegen.
Als Jugendliche spielte Ellen Wille Handball auf Amateurniveau. Manchmal spielte sie zum Aufwärmen mit ihren Teamkolleginnen Fußball. 1971 kam sie auf die Idee, ein Frauenfußballturnier zu organisieren. Sechzehn Frauenteams nahmen teil und die Zeitung Dagbladet berichtete über die Veranstaltung. Diese Amateurmeisterschaft ist der Ursprung des Frauenfußballs in Norwegen. Ellen Wille spielte etwa zwanzig Jahre lang Fußball (sie war Stürmerin beim Club Asker Fotball) und übernahm Aufgaben innerhalb des norwegischen Fußballverbandes.
Im Jahr 1986 hielt sie auf dem 45. FIFA-Kongress in Mexiko-Stadt eine Rede und forderte die Schaffung einer Frauen-Weltmeisterschaft und eines olympischen Frauenturniers.